# Gabriel de Gramont
Gabriel de Gramont (ur. w 1486 w Gaskonii, zm. 26 marca 1534 w Balmie) – francuski kardynał.

## Życiorys
Urodził się w 1486 roku w Gaskonii, jako syn Rogera de Gramont i Eléonore de Béarn (jego bratem był Charles, późniejszy arcybiskup Bordeaux). W młodości postanowił obrać karierę kościelną i przyjął święcenia diakonatu. 28 kwietnia 1523 roku został wybrany biskupem Couserans. Rok później został przeniesiony do diecezji Tarbes. W 1525 roku regentka Ludwika Sabaudzka wysłała go do Hiszpanii, jako oficjalnego ambasadora, mającego wynegocjować uwolnienie Franciszka I, a w następnym roku został aresztowany przez Karola V w odwecie za utworzenie sojuszu króla Francji z Henrykiem VIII. Po uwolnieniu, w 1526 roku udał się do Anglii, by w tajemnicy doprowadzić do rozpadu małżeństwa króla z Katarzyną Aragońską i ożenić go z Małgorzatą z Nawarry. W 1529 roku został arcybiskupem Bordeaux i nuncjuszem apostolskim we Francji. Rok później zrezygnował z archidiecezji, na rzecz swojego brata. 8 czerwca 1530 roku został kreowany kardynałem prezbiterem i otrzymał kościół tytularny San Giovanni a Porta Latina. Dwa lata później został biskupem Poitiers, a w 1533 – arcybiskupem Tuluzy. Negocjował zawarcie małżeństwa przez Henryka II i Katarzynę Medycejską. Zmarł 26 marca 1534 roku w Balmie.